# FNN仙台放送NEWS
『FNN仙台放送NEWS』（エフエヌエヌせんだいほうそうニュース）及び『仙台放送NEWS』（せんだいほうそうニュース）とは仙台放送で放送されているニュース番組、およびフジテレビ『FNNニュース』の宮城県ローカルニュース番組である。

## 番組概要
- 2011年10月31日放送分より全国ニュース放送時に限りステレオ放送を実施している。
- 2014年2月からは平日23時前ローカル枠の『仙台放送NEWS』が番組終了したため、月 - 金曜21時前枠はローカルニュース、土・日曜21時前枠は『THE NEWSα Pick』[1]が放送されている。更に2018年3月フジテレビにおいて『THE NEWSα Pick』が番組終了したため、同年4月以降は今まで通り20時台の番組を20:54で飛び降り本番組を引き続き放送している。

## 放送時間

### 現在（2019年10月から）
- 月 - 金曜日 20:54 - 21:00（日本時間）
  - ニュース本編は20:57まで。残り3分間は『あしたの天気』をオムニバス放送。
- 日曜日 6:00 - 6:15（日本時間）
  - 2016年4月以降、EPG上では『FNN仙台放送ニュース』になっているが放送上では『FNNニュース 日曜朝枠』として放送。

### 過去
- 月 - 木曜日 22:54 - 23:00（日本時間）
- 金曜日 21:49 - 21:55（日本時間）
- 金曜日 22:52 - 23:00（日本時間）
- 土曜日 20:54 - 21:00（日本時間）
- 日曜日 11:50 - 12:00（日本時間）（旧産経テレニュースFNN昼枠）